# Lordotus diversus
Lordotus diversus är en tvåvingeart som beskrevs av Daniel William Coquillett 1891. Lordotus diversus ingår i släktet Lordotus och familjen svävflugor. Inga underarter finns listade i Catalogue of Life.